# Vladimír Pekelský
Vladimír (též Wladimir) Pekelský (5. ledna 1920 Bratislava  – 1. března 1975 Kolín nad Rýnem) byl československý novinář, publicista, politický aktivista a pracovník československé státní bezpečnosti (StB).

## Život

### Před a během druhé světové války
Vladimír Pekelský se narodil 5. ledna 1920 v Bratislavě do rodiny lékaře (a pozdějšího kolaboranta). Středoškolská studia absolvoval na gymnáziu v Brně.

#### Členství ve Vlajce

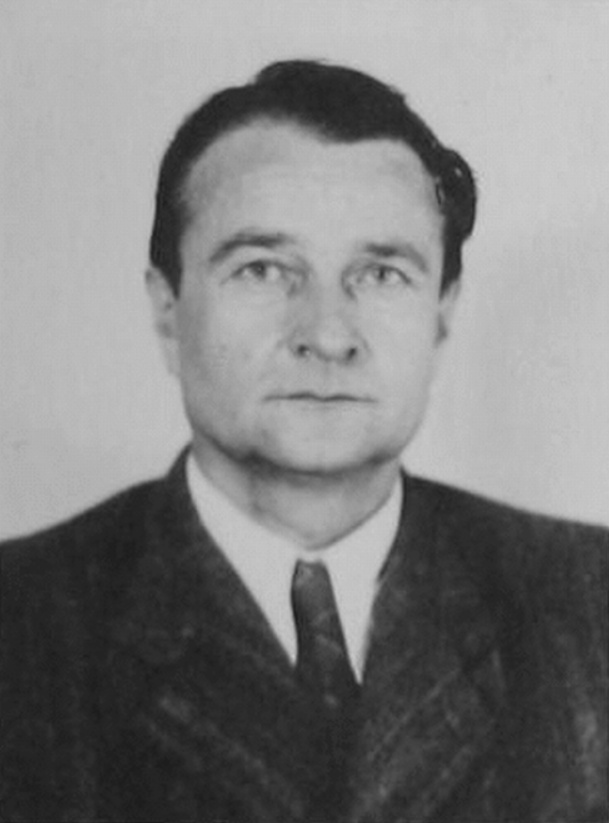
Jan Rys-Rozsévač: jeden z vrcholných funkcionářů Vlajky

V roce 1937 (ve svých sedmnácti letech) vstoupil do české fašistické strany Vlajka, která byla tehdy silně národoveckým spolkem (radikálně nacionalistickou organizací). Dne 11. listopadu 1938 byla její činnost úředně zastavena, členové (a mez nimi i Vladimír) však pokračovali v činnosti ilegálně dál, značně se zradikalizovali a začali užívat násilné metody. Pekelský nevystoupil z této organizace ani během druhé světové války, kdy se za německé okupace Vlajka stala protižidovsky orientovanou organizací kolaborující (spolupracující) s nacisty. Naopak právě Pekelský aktivně Vlajku za německé okupace v letech 1939 až 1941 budoval a velmi aktivně se účastnil téměř všech akcí pořádaných členy Vlajky:
- od 1. ledna 1940 byl župním vedoucím mládeže Vlajky v Brně a působil jako její ideologický vedoucí (vedl tzv. ideovou školu Vlajky);[6]
- v Brně se řadil mezi její radikální členy;
- patřil k tzv. „tvrdému vlajkařskému jádru“: spoluorganizoval „úderné oddíly“ – jistou obdobu Černých košil a SA, účastnil se pouličních bitek, organizoval útoky na židovské obchody, synagogy nebo na jejich politické odpůrce.[5]
- v roce 1941 pracoval Pekelský v Praze v Myslíkově ulici 15 v ústředním sekretariátu Vlajky.[5][6]

Ve Vlajce zůstal Pekelský i v době, kdy byl jeden z vrcholných funkcionářů Vlajky – Jan Rys-Rozsévač – v roce 1942 zatčen, odeslán do koncentračního tábora Dachau a Vlajka byla v roce 1943 na popud ministra Emanuela Moravce rozpuštěna. 

#### Vysokoškolská studia
Po skončení středoškolských studií na gymnáziu se na podzim 1939 zapsal k vysokoškolskému studiu medicíny v Brně na Masarykově univerzitě. Tady ke studiu opravdu nastoupil, ale za několik týdnů přišel 17. listopad 1939 a Němci vysoké školy v protektorátu zavřeli. Ve studiu lékařství pokračoval během druhé světové války (od roku 1941) v Německu, konkrétně studoval medicínu v Rostocku a v Jeně. Vysokoškolská studia po absolvování šesti semestrů na těchto dvou univerzitách ale nedokončil, v roce 1944 se vrátil do Brna a vstoupil do fašistického Kuratoria pro výchovu mládeže v Čechách a na Moravě (KVMČM), jemuž předsedal Emanuel Moravec.

### Po skončení druhé světové války
Po skončení druhé světové války a zániku Protektorátu Čechy a Morava začaly poválečné československé úřady Pekelského vyšetřovat pro jeho vazby na národní socialismus, Německou říši a jeho angažmá ve Vlajce. Nejprve byl Pekelský zajištěn, předán Mimořádnému lidovému soudu (MLS), ale ten jej propustil. Podruhé byl zatčen na základě podezření z udavačství, z vazby byl na příkaz krajského soudu v Brně propuštěn, ale k hlavnímu přelíčení, kam se měl dostavit, již nepřišel. Podle jedné verze byl v poválečném Československu rok vězněn, a to až do roku 1946, podle jiné (pravdivé) verze se zatčení a soudu před lidovým tribunálem (zde by nejspíše byl odsouzen za své „vlajkařské angažmá“ k trestu smrti) vyhnul útěkem do Rakouska v polovině září 1946 a odtud do americké okupační zóny v Západním Německu.

### Aktivity v emigraci

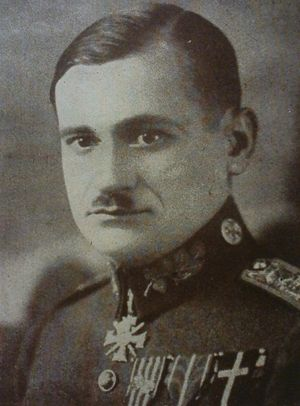
Exilový československý generál Lev Prchala

Na Západě Pekelský rychle navázal kontakty s americkou tajnou službou a v emigraci byl od počátku politicky aktivní. Zapojil se ihned do činnosti vlajkařských emigrantů, ale nepropagoval a nehlásil se k žádným předchozím idejím Vlajky a namísto toho na sebe bral roli exilového odpůrce komunistického režimu v Československu a odbojáře hlásícího se v Německu k myšlenkám demokracie.

##### Spolupráce s generálem Prchalou
Pekelský se stal členem  'Nového Československa. Tato organizace byla ale americkými okupačními orgány zakázána. Spolu s dalšími emigranty založil Pekelský v Německu skupinu Křižáci (někdy nazývanou Svobodní čeští křižáci), jejíž členové navázali spolupráci s Českým národním výborem (ČNV) československého exilového generála Lva Prchaly v Londýně. Ještě před únorem 1948 kritizoval Pekelský jasnozřivě komunismus s tím, že již tehdy prohlédl zločinný základ bolševismu, který usiloval především o uchopení moci v Československu. Svými názory si Pekelský získal Prchalovy sympatie a později vstoupil do Prchalovy organizace. Na začátku roku 1948 generál Prchala pověřil Pekelského úkolem: založit v Západním Německu odbočku Českého národního výboru a Pekelský se měl stát generálním tajemníkem této odbočky.
Pekelský (jako stoupenec Prchaly) zastával národně-konzervativní postoje, které velká část demokratických, tzv. československých uskupení v českém a slovenském exilu odmítla. Za druhé světové války byla skupina kolem Prchaly v opozici vůči československému protiněmeckému odboji vedenému Edvardem Benešem.
Vladimír Pekelský navázal spolupráci i s dalšími krajně pravicovými skupinami emigrantů původem z východní Evropy (jednalo se o ukrajinskou OUN, ľudáky a andersovce). Nadstandardně dobré vztahy udržoval s představiteli z Československa odsunutých sudetských Němců.
A právě v roce 1948 se na pekelského zacílila pozornost československé zpravodajské služby a do jeho těsné blízkosti byla nasazena jejich agentka s krycím označením „Marina“ (Pekelského budoucí manželka Marie Blaschtowitschková, rozená Tomšů).

##### Zpravodajské aktivity
Pekelský se začal věnovat zpravodajským aktivitám a podílel se na akcích namířených proti komunistickému režimu v Praze, vytvářel vlastní zpravodajskou síť a začal aktivně špionážně pracovat proti Československu, kam vysílal svoje spolupracovníky coby agenty–chodce. Jednalo se většinou o mladé osoby pověřované vojenskými, hospodářskými a průmyslovými úkoly. Zprávy z Československa od nich získané (ale i informace ze sovětské okupační zóny Německa – pozdějšího NDR) poskytoval za peníze dalším rozvědkám, nejčastěji té americké, která také Pekelského podporovala. (Agenti přecházeli hranice, ale po únoru 1948 jich většina byla chycena a skončili ve vězení.) Pekelského zpravodajská centrála (nazývaná Hell tj. peklo) byla napojena na západní zpravodajské služby s nimiž Pekelský spolupracoval.
Po roce 1948 Pekelský navázal kontakty s československými uprchlíky ve sběrných táborech a získával od nich informace o situaci v Československu. Podle šetření pražské Státní bezpečnosti se mu dařilo budovat rozsáhlou zpravodajskou síť. V uprchlických táborech najímal (verboval) české emigranty vhodné ke službě ve zvláštních jednotkách (tzv. západoevropské armádě – zárodku českých zahraničních jednotek).

##### Rozkol s generálem Prchalou
Do roku 1951 byl Pekelský předsedou Českého národního výboru  („Tschechischer Nationalausschuss“) ČNV, generálním tajemníkem Demokratického svazu v exilu („Demokratischen Exil-Union“) a blízkým důvěrníkem českého generála Lva Prchaly, který rovněž žil v exilu na Západě. Pekelský byl spolusignatářem tzv. Wiesbadenské dohody z roku 1950, kterou vypracovaly sudetoněmecké skupiny a Český národní výbor a která mimo jiné požadovala právo na návrat odsunutých sudetských Němců zpět do Československa. Aktivity Pekelského ovšem zaváněly přílišným egoismem a dle jeho odpůrců svým počínáním působil rozkol v československých exilových řadách. To bylo jablkem sváru (a také rozdílný názor obou na řešení sudetoněmecké otázky) a tak se kvůli politickým neshodám v září 1951 Pekelský a Prchala definitivně rozešli. V roce 1951 navíc Pekelský v Západním Německu odtrhl část členů, původně spadajících pod vedení Lva Prchaly, a založil s nimi vlastní exilovou skupinu Sdružení českých demokratických federalistů v Německu (SČDF) a stal se předsedou této skupiny. Toto hnutí mělo propagovat myšlenku vzniku Středoevropské federace. Na jaře 1952 přetransformoval Českou národní skupinu (ČNS) na sociální spolek. Ten dostával od spolkové vlády Německa dotace a na pozici generální tajemnice spolku dosadil svoji manželku Marii Pekelskou.

##### Vydavatelská činnost
Pekelský žil nejprve v Mnichově, později v Kolíně nad Rýnem. Zde pracoval jako novinář a psal články mimo jiné pro časopisy Osteuropa a rozhlasovou stanici Deutsche Welle. Založil také (jako mnoho dalších emigrantů) exilové nakladatelství Bohemia a vedl časopis Informationsdienst Bohemia, který pod jeho redakcí vycházel v 50. letech 20. století v Mnichově (jako periodikum České národní skupiny, ČNS). Později byl v Kolíně nad Rýnem redaktorem a autorem periodika nazvaného Bohemia. List českého exilu (Bohemia. Brief des tschechischen Exils). Jeho snaha redigovat tento časopis (a nejspíše i finanční podpory plynoucí z jeho spolupráce se západními zpravodajskými službami) udržela v chodu vydávání tohoto periodika po celých 10 let až do roku 1960.
Pekelský se angažoval v politických skupinách československých emigrantů, kteří vystupovali proti Rádiu Svobodná Evropa. Ve svých novinách Bohemia publikoval Pekelský řadu článků proti tomuto vysílání a jeho příznivcům z řad československého exilu.

#### Marie Blaschtowitschková

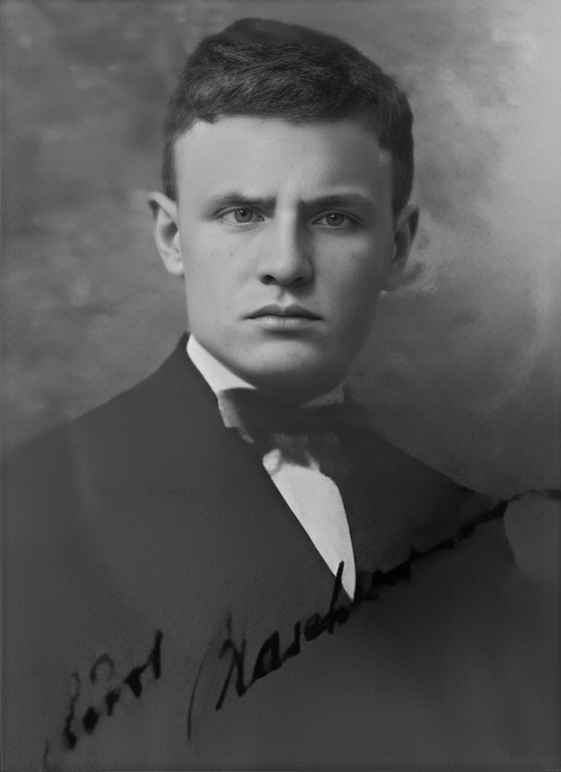
První manžel Marie Tomšů: JUDr. Kurt Blaschtowitschka

Marie Tomšů (někdy označovaná jako Tomšová) (1920–1993) pocházela z moravských Vizovic, v letech 1935 až 1937 absolvovala dvouletou obchodní školu bez maturity, před první světovou válkou pracovala jako úřednice a bydlela v pražském Podolí. V první polovině roku 1938 byla krátce (15. února 1938 až červenec 1938) členkou Vlajky (asi rok po vstupu Vladimíra Pekelského do této organizace); poté pracovala několik měsíců ve Vídni. Následně pak u dvou krycích firem německé bezpečnostní služby Sicherheitsdienst – v Liberci a v Praze (1941 až 1943). Dne 22. února 1943 přijala Marie říšskoněmecké státní občanství. Se svým budoucím prvním manželem JUDr. Kurtem Blaschtowitschkou se seznámila v roce 1942 a 11. října 1944 se stala jeho manželkou. Kurt Blaschtowitschka byl v době Protektorátu Čechy a Morava česko-německým státním zástupcem u nacistických soudů – u německého Landsgerichtu (Zemského soudu) a především u Sondergerichtu (Zvláštního soudu) v Praze. Dne 5. května 1945 se manželé Blaschtowitschkovi pokusili uprchnout z Prahy na Západ. Odešli ze svého bytu v Sudoměřické ulici 1921/5 na pražské Flóře, ale ještě téhož dne (5. května 1945) byli v Dolních Mokropsech zadrženi povstalci. Při přelíčení u poválečného Mimořádného lidového soudu (MLS) v Praze obžalovaný Kurt Blaschtowitschka přiznal, že v nejméně 600 případech navrhoval trest smrti (z toho byl rozsudek ve 120 případech skutečně vykonán). Byl odsouzen jako válečný zločinec k trestu smrti a popraven oběšením 14. září 1945 v Praze na dvoře věznice Pankrác. Marie byla také po druhé světové válce vyšetřována pro podezření ze spolupráce s nacisty, ale nakonec byla z vazby v květnu 1945 propuštěna a protože měla německé říšské občanství, byla předána do internačního tábora pro Němce v Modřanech u Prahy. Do transportu pro odsun Němců byla zařazena 23. června 1946 a následně odsunuta (spolu se sudetskými Němci) do Immelstettenu v americké okupační zóně v Německu. Tady se nějaký čas živila šmelinou, prostitucí a obousměrným pašováním různých věcí mezi Německem a Československem, přecházela hranice a setkávala se se svými příbuznými. V listopadu 1946 se v Praze setkala s jedním ze svých bratrů – s Josefem Tomšů, který ji seznámil se svým přítelem – důvěrníkem Obranného zpravodajství (OBZ) s krycím jménem „Harmonika“ – Jiřím Hospolským. Podpisem vázacího protokolu 10. prosince 1946 začala Mariina spolupráce s armádní zpravodajskou službou (stala se tajnou spolupracovnicí 2. oddělení Hlavního štábu, tedy vojenské rozvědky; krycí jméno „Marina“).
Na příkaz OBZ z Prahy se Marie Blaschtowitschková v roce 1948 seznámila (coby emigrantka) v Mnichově s Vladimírem Pekelským a v červnu 1948 u něj v Mnichově získala místo sekretářky. Agentce Marině se otevřely skvělé zpravodajské možnosti. Znala všechny agenty-chodce, které Pekelského organizace vysílala do Československa a do východního Německa. Informace o těchto lidech předávala svým pražským „řídícím orgánům“. V této době se jí podařilo prozradit totožnost (udat) celkem 35 osob (15 z nich bylo zatčeno a z toho bylo 9 agentů-chodců).

#### Marie Pekelská
Svatba Marie Blaschtowitschkové a Vladimíra Pekelského se uskutečnila 5. září 1951. (Marie přijala příjmení Pekelská.) V dubnu 1952 řízení agentky Mariny převzala formálně od vojenské rozvědky (od Zpravodajské správy Generálního štábu ČSLA) rozvědka státní bezpečnosti (zahraniční politická rozvědka). Na základě jejích hlášení bylo zatčeno 8 cizích agentů, dodávala zprávy z uprchlických táborů, informace o německé rozvědce i o německém politickém a špionážním Sdružení českých demokratických federalistů (SČDF).

#### Únos Vladimíra Pekelského
Počátkem března 1953 byla Marina svým „řídícím orgánem“ požádána o spolupráci na únosu svého manžela (s cílem vylákat jej do dohodnutého místa a po únosu jej násilně přinutit ke spolupráci s čs. rozvědkou). Některé její návrhy museli řídící důstojníci zamítnout. Nakonec bylo využito situace, kdy se (na počátku 50. let 20. století) Pekelský snažil zpravodajsky proniknout do Rakouska. Únos byl naplánován na 10. dubna 1953, kdy Marie a Vladimír jeli služebně do Vídně. Na plánování únosu svého chotě se Marie velmi aktivně podílela a ten se až do své smrti v roce 1975 o této její zrádné úloze nedozvěděl. V sovětské okupační zóně byli oba manželé zatčeni sovětskými orgány (KGB) a předáni do rukou agentů československé tajné služby. Manželé pekelští byli po únosu převezeni do vídeňského objektu využívaného KGB. Unesenému Pekelskému bylo vyhrožováno, že jej odvezou do Československa a tam ho popraví, pokud nebude s československou tajnou službou spolupracovat. Po několika dnech pak Vladimír Pekelský podepsal vázací protokol a stal se agentem 2. oddělení II. odboru Správy zahraničně politické rozvědky (pozdější I. správy Ministerstva vnitra) s krycím jménem „Tonda“. Vladimír se také oprávněně domníval, že ke spolupráci s rozvědkou byla donucena i jeho manželka Marie.

Marie Tomšová–Blaschtowitschková–Pekelská v průběhu času
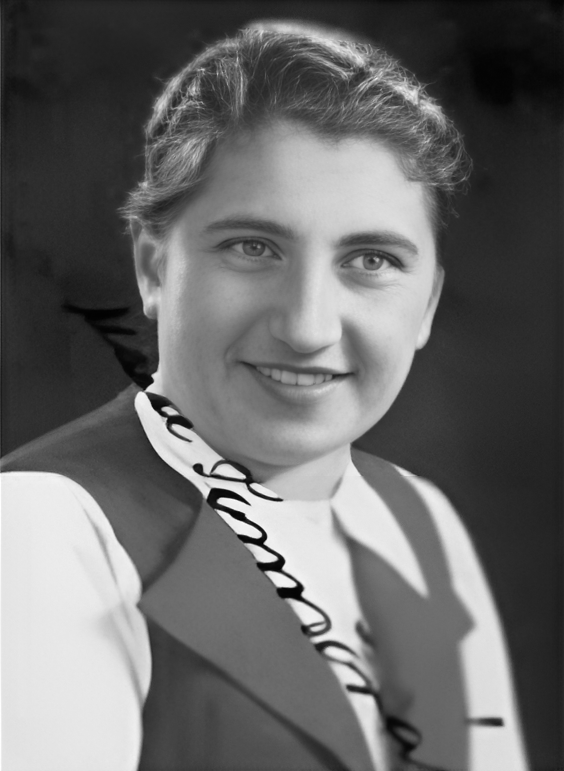
1938
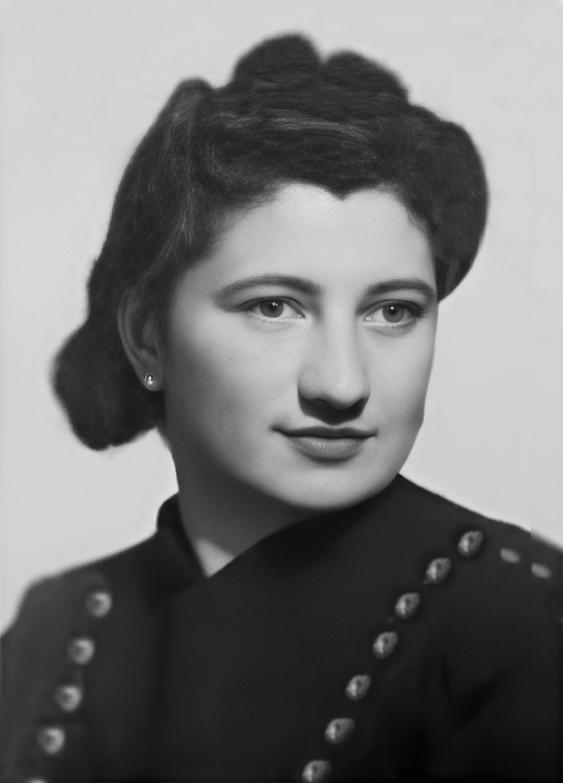
1945
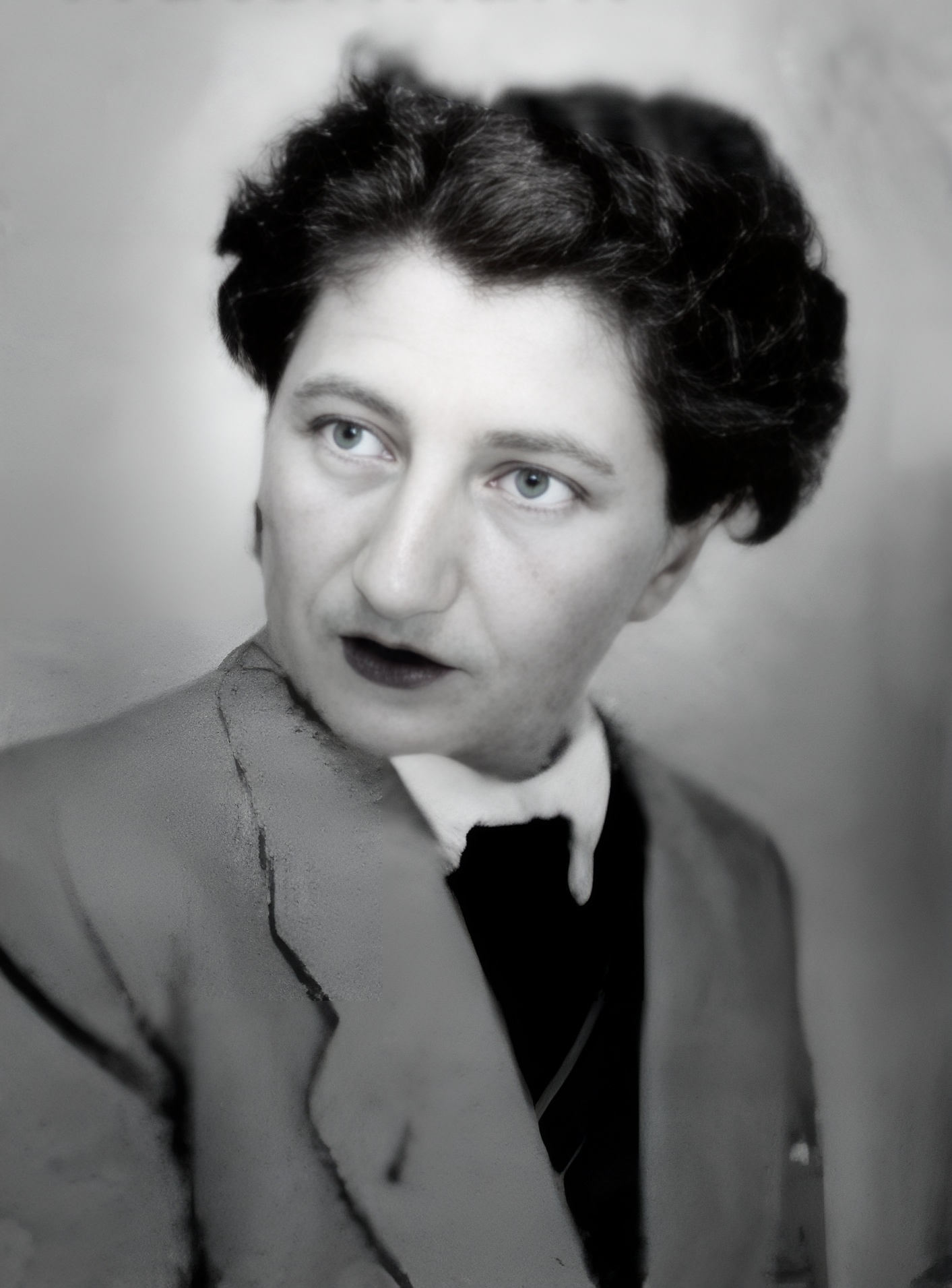
1950

### 50. až 60. léta 20. století
V letech 1953 až 1956 fungovali agenti „Marina“ a „Tonda“ poměrně výkonně. V roce 1956 jejich zpravodajské možnosti výrazně ochably poté, co se přestěhovali z Mnichova do Kolína nad Rýnem. V roce 1956 navrhla poprvé státní bezpečnost jejich stažení do Československa, v roce 1957 s nimi byla spolupráce dokonce přerušena a obnovena zcela byla až v roce 1962, kdy jejich zpravodajské možnosti opět získaly na síle. Tehdy se oba agenti totiž stali zaměstnanci rozhlasové stanice Deutsche Welle v Kolíně nad Rýnem: Vladimír vykonával funkci vedoucího českého vysílání a jeho manželka Marie byla hlasatelkou.
V letech 1962 až 1966 byla zpravodajská aktivita manželské agentské dvojice Pekelských označována jako plodná. Vladimír Pekelský v roce 1966 byl zbaven funkce vedoucího a jeho choť Marie byla z rozhlasové stanice Deutsche Welle propuštěna a od té doby byla většinou nezaměstnaná s tím, že pracovala jen příležitostně.
Spolu s dalšími emigranty založil Pekelský v 60. letech 20. století v soukromém bytě v Kolíně nad Rýnem archiv, v němž shromažďoval tiskový a dokumentační materiál o vývoji Československa od roku 1918 a o československých, českých a slovenských exilových skupinách za druhé světové války a po roce 1945. Tento archiv nyní spravuje Collegium Carolinum.
Mezi léty 1966 až 1969 dostávali oba agenti Pekelští každoročně od 6. odboru I. správy Ministerstva vnitra (MV) nabídky na stažení do Československa spojené s velkorysými plány na jejich další život ve vlasti. Oba na návrat nepomýšleli a nabídky odmítali.

### Dekonspirace

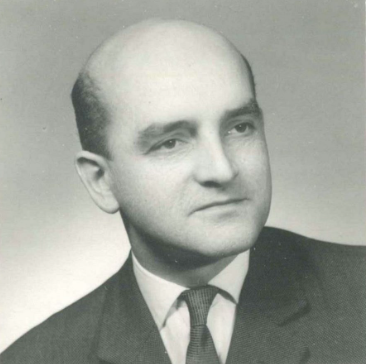
Jeden z řídících orgánů manželů Pekelských – major Ladislav Bittman

Dne 3. září 1968 zběhl na Západ (defektoval) z vídeňské rezidentury čs. rozvědky zpravodajský důstojník (rozvědčík) major Ladislav Bittman (tam vystupoval pod novou identitou Lawrence Martin-Bittman, původní jeho krycí jméno bylo Brychta). Bittman byl stoupenec Pražského jara, kritik sovětské srpnové invaze vojsk Varšavské smlouvy do Československa a v minulosti se osobně angažoval v řízení obou agentů Pekelských. (Ladislav Bittman prozradil nejen Pekelské, ale i další agenty čs. zpravodajské sítě.) Pro oba manžele to představalo značné nebezpečí. Ani tento nepříznivý faktor je ale nepřinutil k návratu do Československa, což bylo podezřelé a nejspíš to znamenalo potvrzení domněnky, že alespoň jeden z nich či oba dva současně pracovali (jako dvojití agenti) pro západní rozvědku (pro americkou tajnou službu CIA). V roce 1969 Marie na návštěvě Československa vypověděla, že nebyli (v souvislosti s útěkem Ladislava Bittmana) v Německu vyslýcháni.
První vážný návrh na ukončení spolupráce obou agentů Pekelských s čs. rozvědkou byl podán v srpnu 1969, ale (nejspíše z důvodu probíhajících personálních čistek v rozvědce) byla formálně jejich spolupráce ukončena v lednu 1972, tři roky před smrtí Vladimíra Pekelského. Jeho žena Marie Pekelská se do Československa natrvalo nevrátila.

### Závěr
Vladimír Pekelský zemřel 1. března 1975 ve svém bytě v Kolíně nad Rýnem ve věku 55 let, jeho žena Marie postupně propadla alkoholu – upila se k smrti 2. února 1993 v Německu ve věku 73 let.